# Sant Salvador de Toló (església)

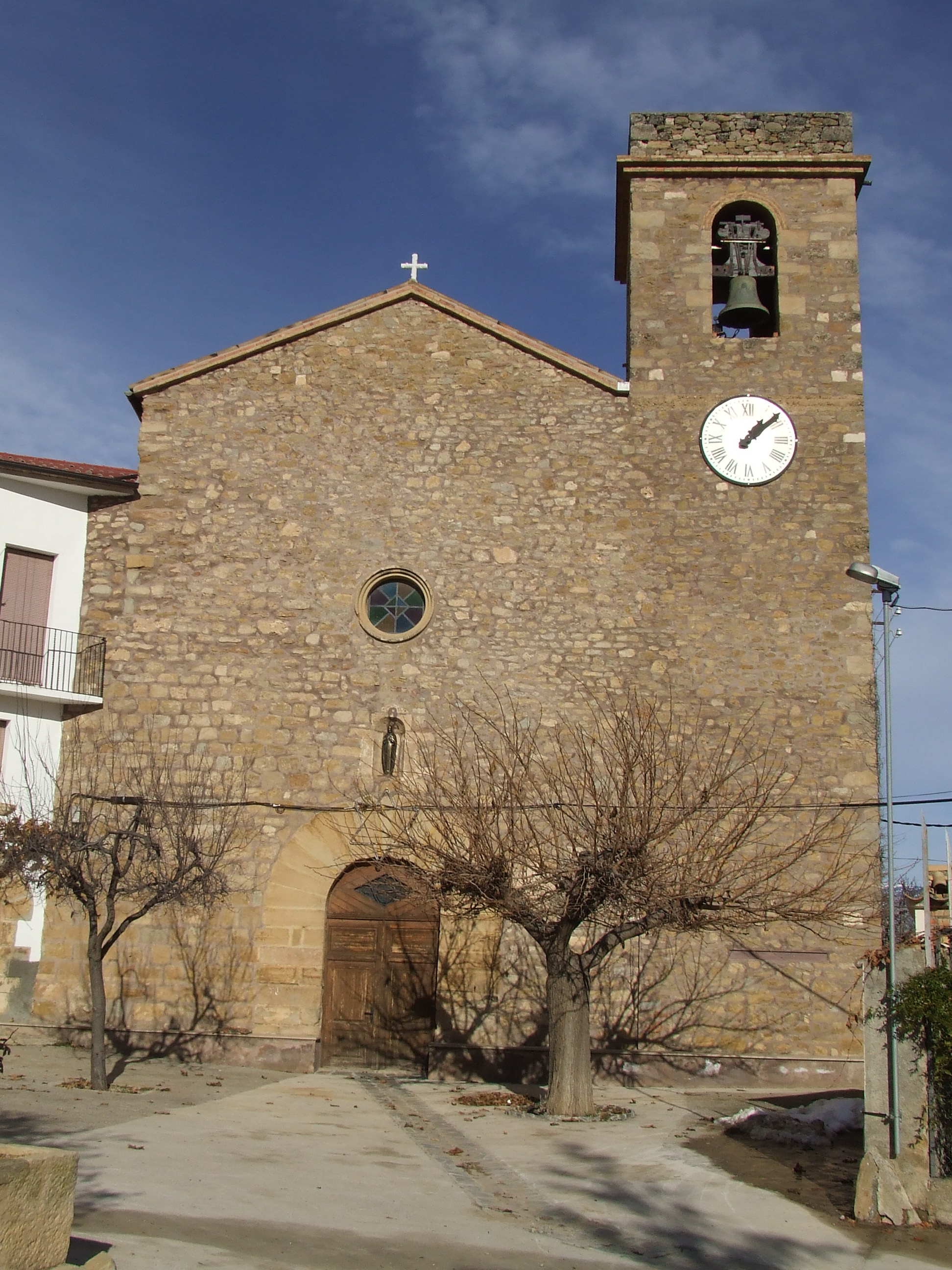
Façana meridional de l'església parroquial

L'església parroquial de Sant Salvador de Toló és l'església principal de l'antic terme de Sant Salvador de Toló. Pertany al terme municipal de Gavet de la Conca. Manté en teoria el seu caràcter de parroquial, però en realitat depèn de la parròquia de Vilamitjana, com les altres parròquies del terme al qual pertany.
És esmentada ja el 1088, quan Ermengol IV d'Urgell i la seva muller Adelaida donen aquesta església a la canònica de Santa Maria de Solsona. Aquesta donació fou confirmada el 1097 pel papa Urbà II. Tanmateix, a ran de la consagració de la nova església de Solsona, el 1163, el bisbe d'Urgell manifesta la voluntat de mantenir dins del seu bisbat la jurisdicció de Sant Salvador de Toló.
Tenim notícies del 1526: el rector era Antoni Roger, i del 1758: en depenien l'església sufragània de Sant Vicenç de Toló i la capella de Sant Roc de Mata-solana.
De l'obra romànica a penes en queda res més que algunes filades de pedra de la façana meridional, on sembla conservar-se les restes d'una finestra en forma de creu.

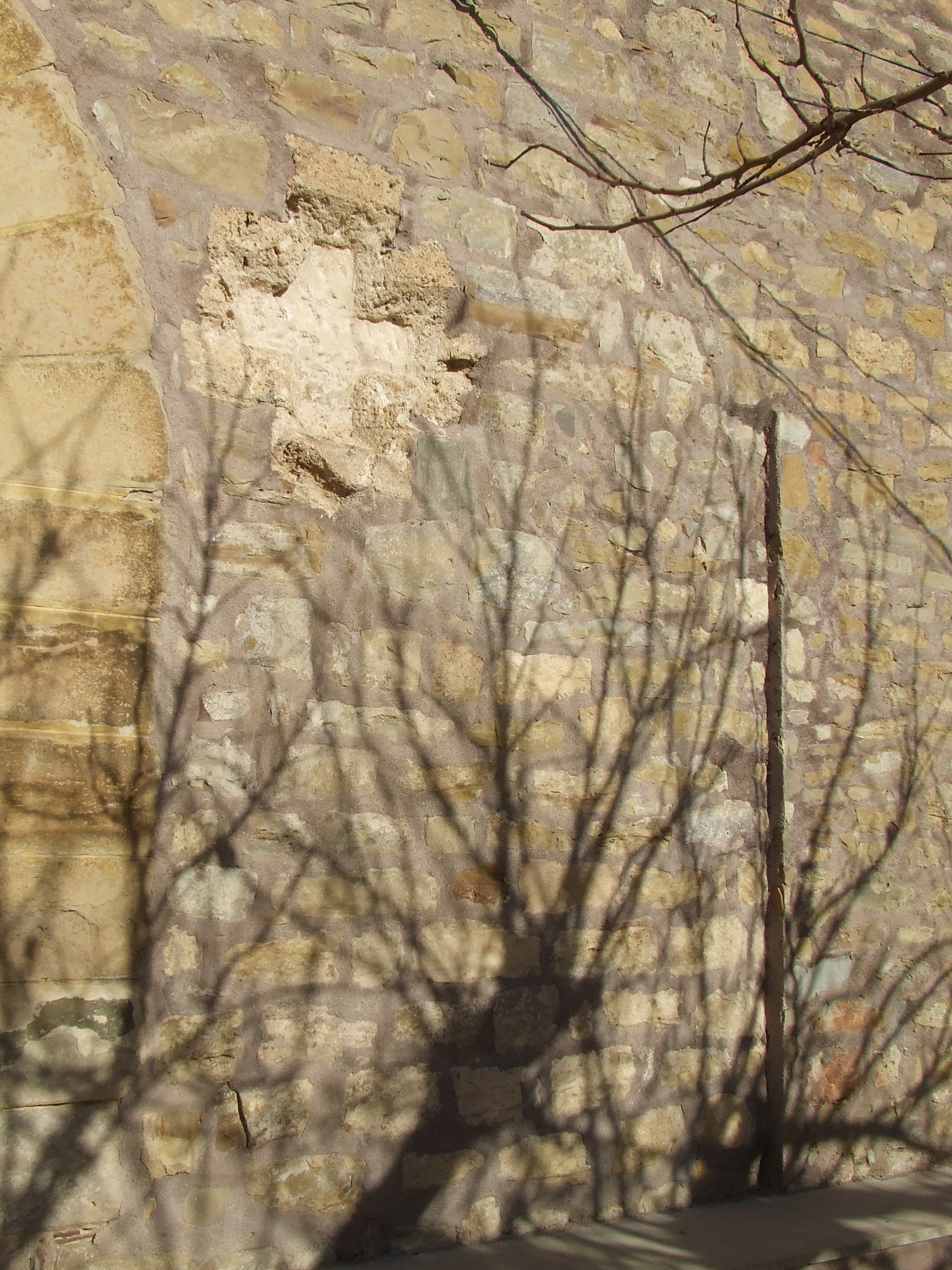
Traces medievals a la façana meridional